# Aline (Oklahoma)
Aline és una població dels Estats Units a l'estat d'Oklahoma. Segons el cens del 2000 tenia 214 habitants.

## Demografia
Segons el cens del 2000, Aline tenia 214 habitants, 101 habitatges, i 64 famílies. La densitat de població era de 317,8 habitants per km².
Dels 101 habitatges en un 18,8% hi vivien nens de menys de 18 anys, en un 53,5% hi vivien parelles casades, en un 6,9% dones solteres, i en un 36,6% no eren unitats familiars. En el 35,6% dels habitatges hi vivien persones soles el 22,8% de les quals corresponia a persones de 65 anys o més que vivien soles. El nombre mitjà de persones vivint en cada habitatge era de 2,12 i el nombre mitjà de persones que vivien en cada família era de 2,69.
Per edats la població es repartia de la següent manera: un 18,2% tenia menys de 18 anys, un 11,2% entre 18 i 24, un 21,5% entre 25 i 44, un 26,2% de 45 a 60 i un 22,9% 65 anys o més.
L'edat mediana era de 45 anys. Per cada 100 dones de 18 o més anys hi havia 101,1 homes.
La renda mediana per habitatge era de 25.556 $ i la renda mediana per família de 28.333 $. Els homes tenien una renda mediana de 26.500 $ mentre que les dones 17.083 $. La renda per capita de la població era de 12.710 $. Entorn del 22,4% de les famílies i el 24,1% de la població estaven per davall del llindar de pobresa.

## Poblacions més properes
El següent diagrama mostra les poblacions més properes.